# 덕적면
덕적면(德積面)은 대한민국 인천광역시 옹진군에 있는 면으로, 덕적도(20.8 km2)를 중심으로 42개의 섬(무인도 포함)을 관할하고 있다.

## 역사
- 삼국시대 : 백제에 속함
- 조선시대 : 남양부에 속함
- 1486년 (조선 성종 17년) : 인천부에 속함
- 1914년 3월 1일 : 부군면 통폐합으로 인해 경기도 부천군 덕적면에 속함
- 1973년 7월 1일 : 경기도 옹진군에 편입됨
- 1983년 2월 15일: 영흥면 자월출장소가 자월면으로 승격되면서 뚝떨어진 승봉도와 덕적군도의 선갑도를 관할한 승봉리가 자월면으로 이관
- 1995년 3월 1일 : 인천광역시 옹진군 덕적면

### 지명 유래
본래는 '물(바다)의 한 가운데 있는 섬'이라는 뜻으로 덕물도(德物島, 德勿島)라고 불렸다. 1708년에 덕적진(德積鎭)이 설치되면서 수군첨절제사(水軍僉節制使)가 파견되었다. 《대동여지도》에서도 이 섬을 '덕적(德積)'이라고 쓰고 있다.

## 행정 구역
| 법정리 | 한자명 | 행정리              | 비고            |
| ------ | ------ | ------------------- | --------------- |
| 진리   | 鎭里   | 진1리, 진2리, 진3리 | 면사무소 소재지 |
| 굴업리 | 掘業里 | 굴업리              |                 |
| 문갑리 | 文甲里 | 문갑리              |                 |
| 백아리 | 白牙里 | 백아리, 지도리      |                 |
| 북리   | 北里   | 북1리, 북2리        |                 |
| 서포리 | 西浦里 | 서포1리, 서포2리    |                 |
| 소야리 | 蘇爺里 | 소야1리, 소야2리    |                 |
| 울도리 | 蔚島里 | 울도리              |                 |

## 교육
- 덕적초등학교 (진리) - 초·중 통합 이전에는 덕적북로153번길 151-7 (진리)에 소재.
  - 소야분교 (폐교) - 덕적면 소야로 188-14 (소야리)
  - 문갑분교 (폐교) - 덕적면 문갑2길 16 (문갑리)
  - 울도분교 (폐교) - 덕적면 울도로 198 (울도리)
- 덕적중학교 (진리)
- 덕적고등학교 (진리)